# یک یادداشت از سفرهای چوجی
یک یادداشت از سفرهای چوجی (انگلیسی: A Diary of Chuji's Travels) یک فیلم صامت جیدایگکی ژاپنی به کارگردانی ایتو دایسوکه است که در سال ۱۹۲۷ منتشر شد. از بازیگران آن می‌توان به دنجیرو اوکوچی اشاره کرد.